# Erythrulose
Erythrulose ist ein Monosaccharid aus der Gruppe der Tetrosen.

## Isomerie
Erythrulose existiert in zwei stereoisomeren Formen. Die D-Form ist die einzige natürliche Ketotetrose. Der IUPAC-Name der D-Form ist (R)-1,3,4-Trihydroxybutan-2-on. L-Erythrulose besitzt nur geringe Bedeutung.
| Isomere von Erythrulose |                                |                                |
| Name                    | D-Erythrulose                  | L-Erythrulose                  |
| Andere Namen            | (R)-1,3,4-Trihydroxybutan-2-on | (S)-1,3,4-Trihydroxybutan-2-on |
| Strukturformel          |                                |                                |
| CAS-Nummer              | 496-55-9                       | 533-50-6                       |
| CAS-Nummer              | 40031-31-0 (unspez.)           |                                |
| EG-Nummer               | –                              | 610-990-1                      |
| EG-Nummer               | 609-775-5 (unspez.)            |                                |
| ECHA-Infocard           | –                              | 100.125.646                    |
| ECHA-Infocard           | 100.129.795 (unspez.)          |                                |
| PubChem                 | 5460177                        | 5460032                        |
| PubChem                 | 162406 (unspez.)               |                                |
| Wikidata                | Q417337                        | Q27103403                      |
| Wikidata                | Q27109825 (unspez.)            |                                |

## Verwendung
Erythrulose ist ein Bestandteil einiger Selbstbräuner. In Kombination mit Dihydroxyaceton (DHA) erzeugt es auf der Haut eine braune Färbung. Die Färbung erfolgt durch die Maillard-Reaktion der Ketogruppe mit freien Aminogruppen der Aminosäuren der obersten toten Hornschicht (Stratum corneum) der Epidermis. Dabei bilden sich braun gefärbte Pigmente, sogenannte Melanoide. Die bräunende Wirkung von Erythrulose ohne DHA entwickelt sich nach ca. zwei Tagen und soll nach Angaben der Hersteller länger anhalten. Die Reaktion sowie die Reaktionsprodukte sind nach dem gegenwärtigen Kenntnisstand völlig ungefährlich.

## Herstellung
Erythrulose wird durch einen aeroben Fermentations-Prozess mit Hilfe des Bakteriums Gluconobacter mikrobiologisch hergestellt.